# Roberto Carretero
Pour les articles homonymes, voir Carretero.
Roberto Carretero Díaz, né le 30 août 1975 à Madrid, est un ancien joueur de tennis professionnel espagnol. 
Joueur ayant évolué loin des sommets, il est principalement connu pour avoir remporté, en 1996, le tournoi de Hambourg en sortant des qualifications.

## Carrière

### Débuts
En 1993, Roberto Carretero fait partie des joueurs les plus prometteurs du moment puisqu'il remporte le tournoi junior de Roland-Garros et atteint la finale de l'Orange Bowl. Une fois sur le circuit professionnel, il a du mal à percer dans les tournois Challenger n'atteignant qu'une demi-finale à Séville. En 1994, alors qu'il n'est classé que 380e, il parvient à se qualifier pour le Masters de Monte-Carlo après avoir battu Fabrice Santoro. 
C'est cependant à Barcelone qu'il signe ses meilleures performances en gagnant à chaque fois un match depuis 1993 et en atteignant les huitièmes de finale en 1995 grâce à sa victoire sur Richard Krajicek, 13e mondial. Cette année-là, il parvient également à se qualifier dans deux Masters et à participer à sa première finale Challenger à Košice.

### Hambourg 1996
En mai 1996, il crée l'une des plus grandes surprises de l'histoire du tennis en remportant le Super 9 de Hambourg. Classé 143ème, il est à l'époque le premier joueur issu des qualifications à remporter un tournoi de cette catégorie (remplacée ultérieurement par les Masters 1000). Albert Portas en fera de même, également à Hambourg, en 2001.
Au premier tour, il sauve trois balles de match face à Jordi Arrese puis bat MaliVai Washington, futur finaliste à Wimbledon en 47 minutes (match qu'il qualifie de "meilleur de sa carrière"). En demi-finale, il écarte Ievgueni Kafelnikov, no 7 mondial, qui remportera Roland Garros un mois plus tard. Carretero a pu profiter d'un parcours relativement favorable en évitant notamment Boris Becker, tête de série no 1 et Marcelo Ríos (no 5). En finale, il se défait d'Àlex Corretja dans le premier match en 3 sets gagnants de sa carrière.
Il remporte 9 matches (dont 3 en qualifications) en l'espace de 10 jours :
- 1er tour :  Jordi Arrese, no 84 (6-3, 5-7, 7-62)
- 2e tour :  MaliVai Washington, no 16 (6-1, 6-0)
- Huitième de finale :  Arnaud Boetsch, no 13 (6-4, 6-1)
- Quart de finale :  Gilbert Schaller, no 32 (4-6, 6-4, 6-4)
- Demi-finale :  Ievgueni Kafelnikov, no 7 (7-5, 6-2)
- Finale :  Àlex Corretja, no 66 (2-6, 6-4, 6-4, 6-4)

Il empoche 320 000 $, ce qui représente 45% de l'ensemble de ses gains en carrière, et atteint ce qui sera son meilleur classement : 58ème.

### Après l'exploit de Hambourg
Dans l'année qui suivit son sacre à Hambourg, son nouveau classement lui permet de participer à un certain nombre de tournois ATP. Il compte cependant seulement deux victoires pour 19 défaites. 
Un an plus tard, son revers (6-1, 6-1) contre Félix Mantilla au deuxième tour du Masters de Hambourg le fait chuter au 334e rang. Il participe alors à plusieurs tournois Challenger où il reçoit des invitations, dont Séville où il est de nouveau demi-finaliste. Il parvient à signer sa dernière performance notable à Barcelone où il bat Andreï Medvedev.
Après cinq mois d'absence à cause d'une blessure, il fait son retour sur le circuit en mars 1999. Classé 494e, il remporte contre toute attente le Challenger de Weiden puis deux mois plus tard celui de Sopot. En 2000, il atteint les quarts de finale à Umag. Il joue son dernier match en simple sur le circuit ATP à Palerme en septembre 2001. Il raccroche à 26 ans après plusieurs blessures, notamment à l'épaule droite qui le fait souffrir depuis l'âge de 13 ans malgré deux opérations, ainsi qu'une pubalgie et une opération au pied.
En juillet 2006, il accède aux quarts de finale en double à Umag avec Carlos Moyà grâce à une wild card.

### Bilan et après-carrière
En dehors de Hambourg 1996, il compte cinq victoires sur des top 50 : Ievgueni Kafelnikov, no 34 à Barcelone en 1994, Richard Krajicek, no 13 à Barcelone en 1995, Jiří Novák, no 31 à Barcelone et David Prinosil, no 42 à Munich en 1996 et Andreï Medvedev, no 28 à Barcelone en 1998.
Il a ouvert une académie de tennis avec Carlos Moyà, qui a fermé faute de moyens. Il est consultant pour la télévision espagnole.

## Palmarès

### Titre en simple messieurs
| No | Date       | Nom et lieu du tournoi                       | Catégorie | Dotation    | Surface      | Finaliste     | Score              |  |
| -- | ---------- | -------------------------------------------- | --------- | ----------- | ------------ | ------------- | ------------------ |  |
| 1  | 06/05/1996 | German International Championships, Hambourg | Super 9   | 1 950 000 $ | Terre (ext.) | Àlex Corretja | 2-6, 6-4, 6-4, 6-4 |  |

### Finale en simple messieurs
Aucune

## Parcours dans les tournois duGrand Chelem

### En simple
| Année | Open d'Australie | Open d'Australie | Internationaux de France | Internationaux de France | Wimbledon | Wimbledon | US Open        | US Open        |
| ----- | ---------------- | ---------------- | ------------------------ | ------------------------ | --------- | --------- | -------------- | -------------- |
| 1996  | —                | —                | 1er tour (1/64)          | Karol Kučera             | —         | —         | 2e tour (1/32) | Cédric Pioline |
| 1997  | 1er tour (1/64)  | Michael Joyce    | 2e tour (1/32)           | Wayne Ferreira           | —         | —         | —              | —              |

N.B. : à droite du résultat se trouve le nom de l'ultime adversaire.

## Parcours dans lesMasters 1000
| Année | Indian Wells | Miami | Monte-Carlo           | Rome                      | Hambourg               | Canada | Cincinnati | Stuttgart | Paris |
| ----- | ------------ | ----- | --------------------- | ------------------------- | ---------------------- | ------ | ---------- | --------- | ----- |
| 1994  | —            | —     | 1er tour Jordi Arrese | —                         | —                      | —      | —          | —         | —     |
| 1995  | —            | —     | —                     | 2e tour C. Borroni        | 1er tour Daniel Vacek  | —      | —          | —         | —     |
| 1996  | —            | —     | —                     | 1er tour M. Philippoussis | Victoire Àlex Corretja | —      | —          | —         | —     |
| 1997  | —            | —     | 1er tour Marc Rosset  | 1er tour Tim Henman       | 2e tour Félix Mantilla | —      | —          | —         | —     |

N.B. : sous le résultat se trouve le nom de l’ultime adversaire.